# 海蚀柱

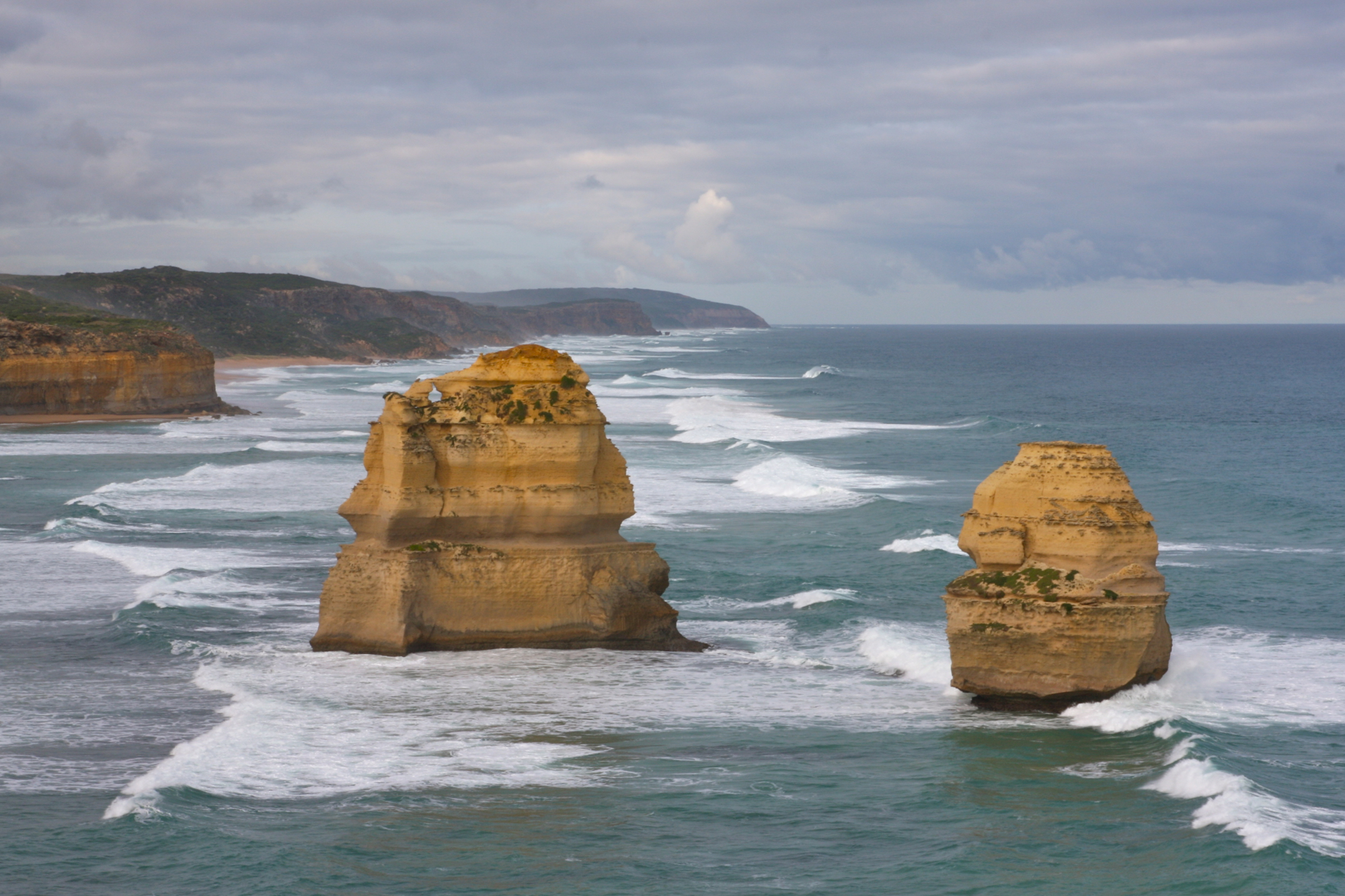
澳大利亚維多利亚州十二使徒岩中的两个海蚀柱

海蚀柱是一种地质地貌形态，它位于海中靠近海岸处，由一个或多个陡峭的、往往是垂直的柱状岩石组成，这是由海岸侵蝕造成的。海蚀柱在风、水和沿海地貌效应的共同作用下，随着时间的推移逐渐形成。当海岬的一部分被水流作用（海洋或水流冲刷岩石的力）侵蚀时，就形成了海蚀柱。水力削弱了岬中的裂缝，导致它们后来崩塌，而形成独立的海蚀柱甚至小岛。在水并不持续存在的地方，天然拱在重力作用下坍塌，及近地效应如 风蚀，也会形成海蚀柱。侵蚀导致拱崩塌，剩下的坚硬石柱与海岸分离，就形成了海蚀柱。最终，侵蚀会造成海蚀柱崩塌，剩下一个石堆。海蚀柱可以为海鸟提供重要的栖息地，也有许多成了攀岩胜地。

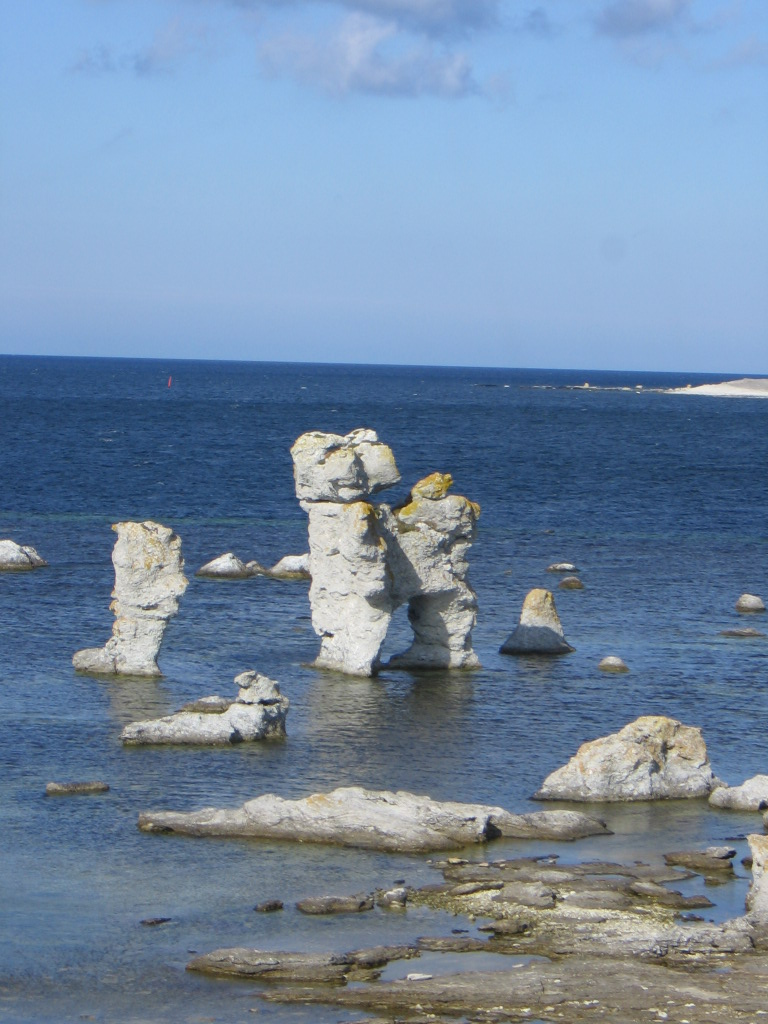
法罗岛的海蚀柱，位于瑞典大陆东边

## 形成
典型的海蚀柱形成于平坦的沉积岩或火山岩，个别的是在石灰岩的悬崖。这些岩石类型的介质硬度属于中等耐磨、耐侵蚀。更耐磨的岩层可能形成帽岩。（更软的岩石——如黏土——形成的峭壁则倾向于倒塌，且侵蚀太快难以形成海蚀柱，而更硬的岩石如花岗岩则是另一种侵蚀方式。）
该形成过程往往始于海水冲击海岬的小裂缝，并扩大它们。裂缝逐渐扩大并变成一个小洞。当洞贯穿海岬，就形成了一个拱。进一步的侵蚀导致拱崩塌，就剩下一个离开海岸的坚硬石柱，这就是海蚀柱。最终，侵蚀会造成海蚀柱崩塌，剩下一个石堆。这种石堆通常会形成一个很低的小岩石岛，在高潮时会被淹没。
某些海蚀柱能持续很长一段时间，可能因为它们不容易被淹没。

## 世界著名海蚀柱
- 柏尔的金字塔，世界最高的海蚀柱，其上曾发现原已被认为灭绝的豪勋爵岛竹节虫。
- 达铺岛，007电影《金枪客》取景地，故常被称之为“007岛”或“詹姆斯·邦德岛”。[3][4][5][6][7]
- 孀妇岩
- 十二使徒岩
- 阿明岩
- 罗科尔
- 达尔文拱门